# Weingut

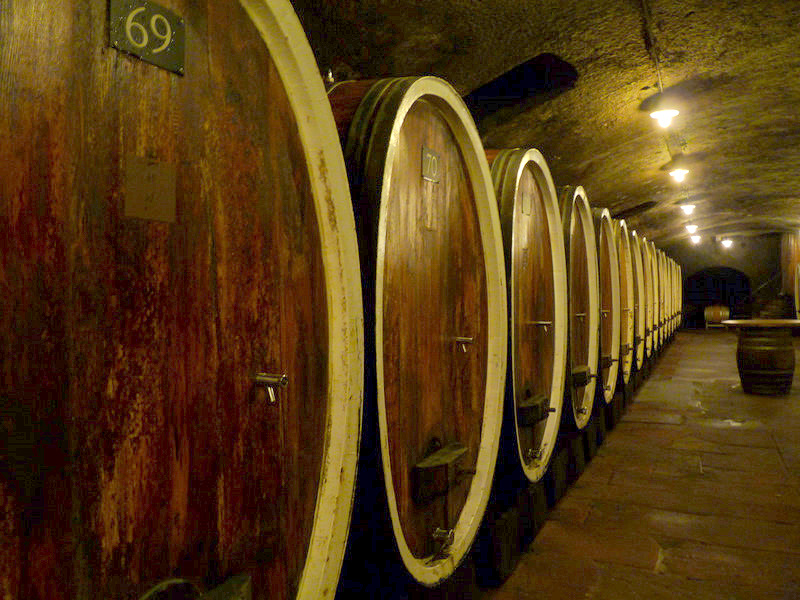
Fasskeller in einem Weingut in Deidesheim im deutschen Weinanbaugebiet Pfalz

Ein Weingut oder Weinbaubetrieb ist ein landwirtschaftlicher Betrieb, in dem edle Weinreben angebaut und Wein sowie weinähnliche Erzeugnisse wie Sekt und Perlwein produziert und oft auch vermarktet werden. 
Werden die gelesenen Trauben in erster Linie nicht selbst zu Wein verarbeitet, sondern an Kellereien verkauft, so spricht man von einem Weinbaubetrieb.
Der Winzer ist für die Pflege des Weinbergs und die Lese der Weintrauben sowie die Herstellung und Abfüllung des fertigen Weines verantwortlich.
Weingüter sind oft Familienbetriebe oder klösterlichen bzw. adeligen Ursprungs. Viele Weingüter bieten auch Übernachtungen, Kellerführungen und Weinproben an.
Viele Winzer sind bestrebt, den Namen ihres Weingutes als Marke zu etablieren.

## Abgrenzung
Winzergenossenschaften (auch Weingärtnergenossenschaften oder Kellereigenossenschaften) bereiten die Trauben und vermarkten den Wein mehrerer zusammengeschlossener Winzer.
Weinkellereien kaufen Trauben oder Wein von meist selbständigen Winzern auf und vermarkten sie.
Weinhandelskellereien kaufen Rohweine auf, verschneiden und veredeln diese und produzieren daraus beispielsweise Markenweine und -sekte.

## Bezeichnungen
Weitere übliche Bezeichnungen für Weingutsbetriebe im deutschsprachigen Raum sind „Winzer“, „Weinbau“, „Weinhauer“, „Hauer“, „Weinbauer“ oder „Weinhof“. Für Anwesen oder Gutshöfe wird auch der Begriff „Domäne“ benutzt, für Betriebe mit adligem Hintergrund beispielsweise „Schloss“. Kirchliche Weingüter heißen auf dem Etikett oft „Kloster“ oder „Stift“.
Französische Weingüter werden üblicherweise als Château oder Domaine bezeichnet. In Südfrankreich ist auch die aus dem Okzitanischen stammende Bezeichnung Mas gebräuchlich. In Bordeaux nennen sich nahezu alle Weingüter Château (Schloss), und auch im Südwesten hat sich diese Bezeichnung ausgebreitet. Im übrigen Frankreich wird Château nur für echte Schlossgüter verwendet.
Italienische Weingüter benutzen meist die Bezeichnungen Azienda Agricola, Fattoria oder auch Azienda Vitivinicola. Noblere Ansitze heißen Tenuta oder Podere, Schlösser castello und Klöster abbazia.